# 1981 en Grèce
Chronologie de la Grèce
- 1977
- 1978
- 1979
- 1980
- 1981
- 1982
- 1983
- 1984
- 1985

Entrée de la Grèce dans la Communauté économique européenne (1er janvier).

Cette page concerne les évènements survenus en 1981 en Grèce :

## Évènements
- 1er janvier : Adhésion de la Grèce à la Communauté économique européenne
- 24-25 février et 4 mars : Trois séismes (en) dans le golfe de Corinthe.
- 5 avril : Recensement de la Grèce
- 18 octobre : 
  - Élections européennes
  - Élections législatives
- 21 octobre : Gouvernement Andréas Papandréou I
- 19 décembre : Séisme à Lesbos[1].
- non daté : mise au jour d'une tombe royale datée vers 950 avant notre ère sur le site de Lefkandi, en Eubée

## Cinéma - Sortie de film
- 5-11 octobre : Festival du cinéma grec
- Un espion nommé Nelly

## Sport
- 8 février : Tragédie du stade Karaïskakis (bilan : 21 morts et 55 blessés).
- 1er-4 juin : Rallye de l'Acropole
- 18 août-28 août : Organisation du championnat d'Europe masculin de basket-ball des moins de 16 ans (en) à Thessalonique et Kateríni.
- Coupe de Grèce de football (1980-1981) (en)
- Coupe de Grèce de football (1981-1982) (en)
- Championnat de Grèce de football 1980-1981
- Championnat de Grèce de football 1981-1982
- Création du championnat de Grèce féminin de handball.
- Création des clubs Asteras Petriti F.C. (en), Floriada F.C. (en), A.E. Karitsa F.C. (en), A.O. Mykonos (en) et Thriamvos Serviana F.C. (en) (football).

## Création
- Circonscription électorale grecque du Parlement européen (en)
- École Costeas-Geitonas (en)
- Ethnos (en), journal.
- I lexi (en), périodique.
- Institut pédagogique technologique de Grèce occidentale (en)
- Musée archéologique d'Andros (en)
- Musée Kapodístrias
- Musée de la fondation Yannis Tsarouchis (en)
- Musée d'histoire naturelle de Crète

## Dissolution
- Alignement national (en), parti politique.

## Naissance
- Ioánnis Amanatídis, footballeur.
- Konstantínos Bárkas, personnalité politique.
- Constantínos Daskalákis, informaticien théorique.
- Giórgos Fotákis, footballeur.
- Antónios Fótsis, footballeur.
- Andréas Glyniadákis, basketteur.
- Efthýmios Koulouchéris, footballeur.
- Panayiótis Mántis, skipper.
- Vangélis Móras, footballeur.
- Michális Pelekános, basketteur.
- Dimítris Salpingídis, footballeur.
- Yoúrkas Seïtarídis, footballeur.
- Nikólaos Skiathítis, rameur.
- Ángelos Tsámis, basketteur.

## Décès
- Pélos Katsélis, acteur et metteur en scène.
- Gyula Lóránt, footballeur hongrois.
- Dimítris Rondíris, acteur et metteur en scène.
- Stylianós Mavromichális, Premier ministre.